# Колода «Русский стиль»

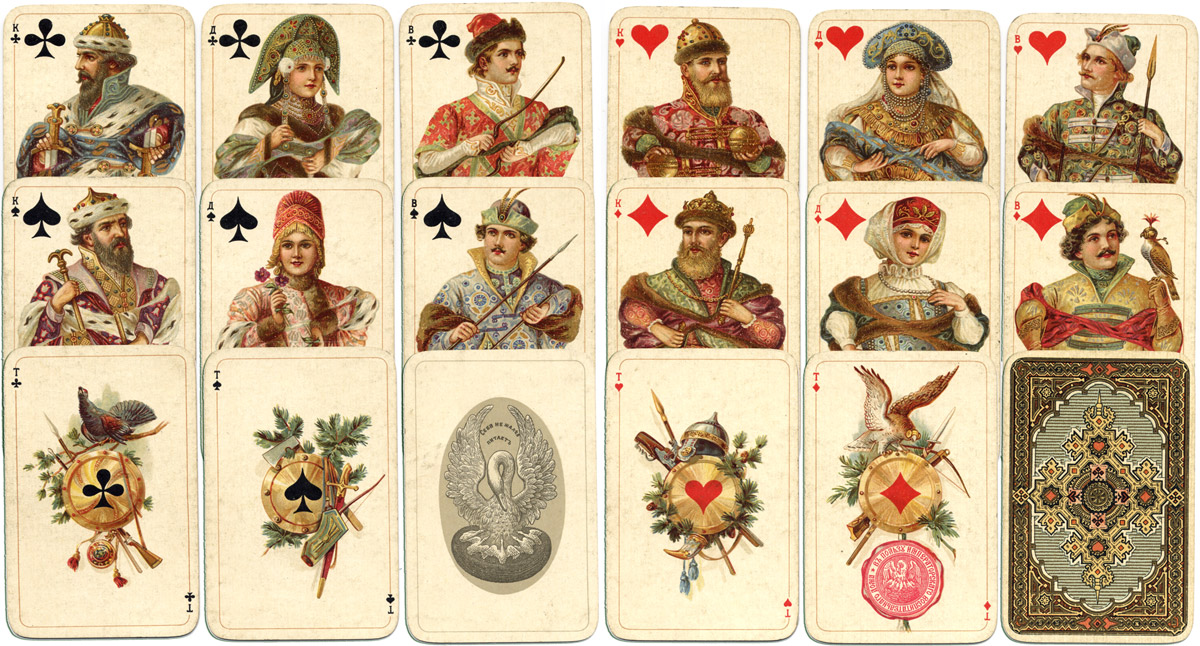
Русские игральные карты, 1911 год.

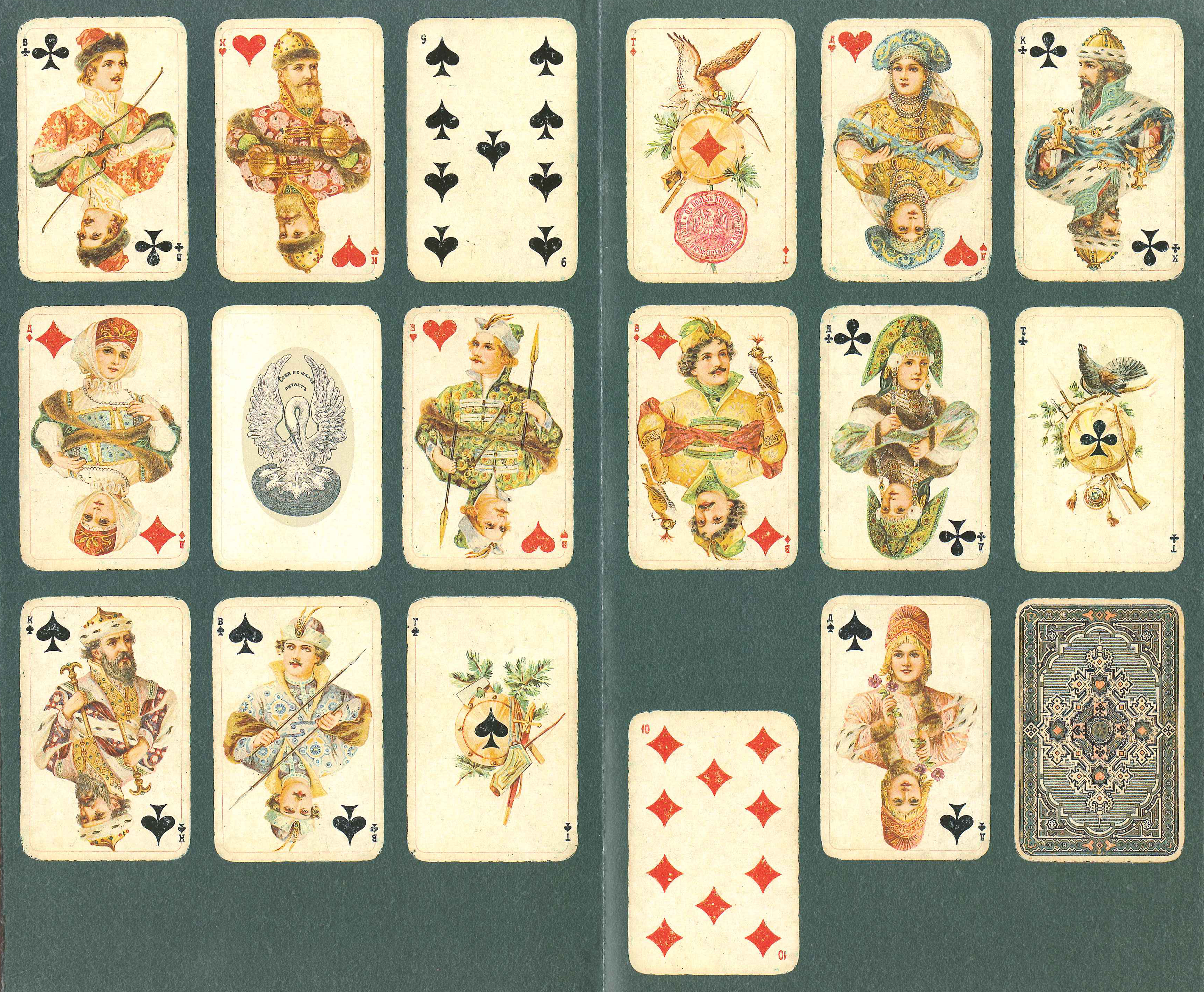
Колода «Русский стиль».

Русский стиль — колода игральных карт с фигурами в костюмах, повторяющих костюмы участников придворного бала, состоявшегося в феврале 1903 года в Зимнем дворце. 

## История создания
Эскизы для карт были разработаны на немецкой фабрике карточных игр фирмы Дондорф (Франкфурт-на-Майне) в 1911 году. Одежда королей, дам и валетов выполнена в стиле XVII века; тузы — изображения щитов, окружённых древнерусским оружием и доспехами. Сами карты были отпечатаны в Петербурге на Александровской мануфактуре, их выход приурочен к празднованию 300-летия дома Романовых.
После революции Александровская мануфактура была закрыта на несколько лет. В 1923 году фабрика открылась. Художник Ю. Иванов впоследствии перерисовал колоду для офсетной печати.

## Оригинальная колода «Русский стиль»
- Материал: картон, бумага;
- Цветная печать;
- Система мастей — французская;
- Полуфигуры в зеркальном изображении;
- Число карт в колоде — 53 (52 карты + 1 традиционная карта с изображением пеликана с птенцами, девиз: «Себя не жалея питает», означающая легальное производство на Александровской мануфактуре, доход от этой карты отчислялся на содержание детских приютов);
- Рубашка — стилизация под ковровый узор;
- Обрез — золотой;
- Размер — 9х6 см

## Полуфигуры и их прототипы
Участники придворного бала стали прототипами 11 из 12 полуфигур:
1. Валет червей — Николай Александрович Волков, адъютант великого князя генерал-адмирала Алексея Александровича, лейтенант; по другим версиям, подпоручик лейб-гвардии Преображенского полка Николай Петрович Штер или корнет лейб-гвардии Конного полка Алексей Романович Тиздель (костюм боярина или высокопоставленного служилого).
2. Валет бубен — великий князь Андрей Владимирович (костюм сокольничьего в праздничном одеянии).
3. Валет треф — великий князь Михаил Александрович (полевой костюм царевича).
4. Валет пик — Александр Николаевич Безак, штабс-ротмистр, командир эскадрона Кавалергардского полка, адъютант великого князя Николая Михайловича (костюм боярина).
5. Дама червей — великая княгиня Ксения Александровна (костюм боярыни).
6. Дама бубен — графиня Александра Дмитриевна Толстая, фрейлина Их Императорских Величеств Государынь Императриц Марии Фёдоровны и Александры Фёдоровны; по другим версиям, княгиня Вера Максимилиановна Кудашева (урождённая графиня Нирод) или София Петровна Дурново (урождённая светлейшая княжна Волконская) (костюм боярышни).
7. Дама треф — великая княгиня Елизавета Фёдоровна (костюм княгини).
8. Дама пик — княгиня Зинаида Николаевна Юсупова, графиня Сумарокова-Эльстон (костюм боярыни).
9. Король червей — император Николай II (костюм царя Алексея Михайловича).
10. Король бубен — Николай Николаевич Гартунг, действительный статский советник, шталмейстер Высочайшего двора (костюм боярина).
11. Король треф — граф Михаил Николаевич Граббе (костюм жильца).
12. Король пик — прототипа нет (костюм Ивана Грозного, изображённый на картине А. Д. Литовченко «Иван Грозный показывает сокровища английскому послу Горсею»)